# 5. ročník předávání cen Amerického filmového institutu
4. ročník předávání cen Amerického filmového institutu ocenil nejlepších deset filmů a deset filmových programů.

## Nejlepší filmy
- Letec
- Collateral
- Věčný svit neposkvrněné mysli
- Světla páteční noci
- Úžasňákovi
- Kinsey
- Maria Full of Grace
- Million Dollar Baby
- Bokovka
- Spider-Man 2

## Nejlepší televizní programy
- Arrested Development
- Larry, kroť se
- Deadwood
- Zoufalé manželky
- Ztraceni
- Plastická chirurgie s. r. o.
- Policejní odznak
- Něco, co stvořil Bůh
- Rodina Sopránů
- Městečko South Park